# Рохеліо Дельгадо
Рохеліо Дельгадо (ісп. Rogelio Delgado, нар. 12 жовтня 1959, Асунсьйон) — парагвайський футболіст, що грав на позиції захисника.
Виступав, зокрема, за клуби «Олімпія» (Асунсьйон), «Індепендьєнте» та «Універсідад де Чилі», а також національну збірну Парагваю. У складі збірної — учасник трьох Кубків Америки та чемпіонату світу 1986 року. На клубному рівні — шестиразовий чемпіон Парагваю, чемпіон Аргентини, чемпіон Чилі, володар Кубка Лібертадорес та Міжконтинентального кубка.

## Клубна кар'єра
Народився 12 жовтня 1959 року в місті Асунсьйон. Вихованець футбольної школи клубу «Олімпія» (Асунсьйон). Для отримання ігрової практики в 1976 році його ненадовго віддали в оренду до болівійського клубу «Енріке Апп» з міста Кочабамба.
Повернувшись до «Олімпії» він виграв чемпіонат Парагваю в 1978 році, і повторив це досягнення у 1979 році. Він також того року виграв Кубок Лібертадорес, а потім в Міжамериканський кубок і Міжконтинентальний кубок, який дав «Олімпії» титул найкращого клубу в світі. Згодом у 1981—1983 роках Дельгадо разом з «Олімпією» ще тричі поспіль вигравав чемпіонат Парагваю, а у 1985 році він вшосте у своїй кар'єрі виграв чемпіонат країни. Всього відіграв за команду з Асунсьйона наступні 12 сезонів своєї ігрової кар'єри.
Влітку 1987 року уклав контракт з клубом «Індепендьєнте» (Авельянеда), у складі якого провів наступні п'ять років своєї кар'єри гравця і виграв чемпіонат Аргентини в 1989 році. Загалом у цьому клубі провів 96 ігор, забивши 4 голи.
У 1992 році, прийнявши пропозицію Артуро Салаха, він прийшов до чилійського клубу «Універсідад де Чилі». Через два роки після прибуття клуб здобув свій перший титул чемпіона країни після 25 років перерви.
Завершив ігрову кар'єру у команді «Коло-Коло», де був помічником свого тренера-співвітчизника Густаво Бенітеса, зігравши в тому числі за цей клуб і кілька ігор, в тому числі і у Кубку Лібертадорес 1995 року проти клубу «Депортес Темуко».

## Виступи за збірні
У складі молодіжної збірної Парагваю взяв участь у молодіжному чемпіонаті світу 1979 року в Японії, де Парагвай дійшов до чвертьфіналу, а Дельгадо зіграв у всіх чотирьох іграх — проти Південної Кореї (3:0), Португалії (0:1), Канади (3:0) та СРСР (2:2, 5:6).
2 червня 1983 року дебютував в офіційних матчах у складі національної збірної Парагваю в товариській грі проти Уругваю і того ж року взяв учать у розіграші Кубка Америки 1983 року, на якому команда здобула бронзові нагороди, зігравши в обох матчах з Бразилією.
З 1985 року Дельгадо став основним гравцем збірної і брав участь у кваліфікації до фіналу чемпіонату світу 1986 року, де провів усі 8 матчів і допоміг своїй збірній вперше за 28 років вийти на «мундіаль». На самому чемпіонаті світу 1986 року у Мексиці Рохеліо зіграв у всіх чотирьох іграх — проти Іраку (1:0), Мексики (1:1), Бельгії (2:2) та Англії (0:3), а Парагвай дійшов до 1/8 фіналу.
Надалі у складі збірної був учасником розіграшу Кубка Америки 1987 року в Аргентині, де Парагвай вибув на груповому етапі, а Дельгадо зіграв у обох іграх — проти Болівії (0:0) та Колумбії (0:3), а також розіграшу Кубка Америки 1989 року у Бразилії, де Парагвай посів четверте місце. Рохеліо зіграв на цьому турнірі у всіх семи іграх — у чотирьох матчах групового етапу проти Перу (5:2), Колумбії (1:0), Венесуели (3:0) і Бразилії (0:2) та у трьох матчах на фінальному етапі проти Уругваю (0:3), Бразилії (0:3) та Аргентини (0:0).
Загалом протягом кар'єри у національній команді, яка тривала 8 років, провів у її формі 53 матчі, забивши 6 голів.

## Титули і досягнення
- Чемпіон Парагваю (6):

«Олімпія» (Асунсьйон): 1978, 1979, 1981, 1982, 1983, 1985
- Чемпіон Аргентини (1):

«Індепендьєнте»: 1988/89
- Чемпіон Чилі (1):

«Універсідад де Чилі»: 1994
- Володар Кубка Лібертадорес (1):

«Олімпія» (Асунсьйон): 1979
- Володар Міжконтинентального кубка (1):

«Олімпія» (Асунсьйон): 1979